# Ekm2
Az EKM2 egy egyesület és egy művészeti portál neve, amely az Elsőkötet Műhelyből alakult át általános művészeti közösséggé. Szabad Alkotók Városa néven megalapította a művészetek virtuális városát, amely a https://web.archive.org/web/20071014013911/http://www.elsokotetmuhely.hu/ címen érhető el az interneten.

## A Szabad Alkotók Városa
Az internetes oldalra lépve a látogató egy térképen barangolva juthat el a város különböző pontjaira.  A város még annyira új, hogy egyes részein a szócikk készítésének időpontjában (2007. november)  még "építkezések" folynak /mozi, kávéház, könyvtár stb/. A város legfontosabb közösségi helye a Fő-tér, ahol a fórum, a közösségi élet helye található, művészeti alkotásokkal kiegészítve.
A városlakóknak lehetőségük van a városban házat építeni, ahol minden látogató számára elérhető módon elhelyezhetik a műveiket. Ehhez azonban részt kell venniük a város fejlesztésében /pl. közintézmények alapításával, új városlakók toborzásával/.
 Az EKM2 linkjére kattintva a városkapuba juthat a látogató, amin keresztül beléphet a városba. A kapu melletti a "hírek" gombra kattintva, a várost és az egyesületet érintő hírekről tájékozódhatunk.

## Tudományos kapcsolat
A Szabad Alkotók Városa nemzetközi művészeti alkotóközösség, amely ugyanakkor egy most születő, közvetlen részvételi demokrácián alapuló közösség. Egy alternatív társadalom kísérlete,  válaszkeresés olyan, a demokrácia működésével, csoportfolyamatokkal kapcsolatos társadalomtudományi kérdésekre, mint pl:
- felépülhet-e egy virtuális városban egy másfajta, a "kintitől" alapvetően különböző közösség?

- közösségszervező erőként állítható-e a tulajdon, a haszon helyébe a tehetség és az együttműködés?

- hány embert tud bevonni, hányat aktív részvételre ösztönözni egy ilyen jellegű közösség?

- milyen létszámnál van határa a virtuális részvételi demokráciának?